# Jobi McAnuff
Joel Joshua Frederick Melvin „Jobi” McAnuff (Edmonton, 1981. november 9. –) angol-jamaicai labdarúgó, a Leyton Orient középpályása.